# Megachile cinnamomea
Megachile cinnamomea är en biart som beskrevs av Johann Dietrich Alfken 1935. Megachile cinnamomea ingår i släktet tapetserarbin, och familjen buksamlarbin. Inga underarter finns listade i Catalogue of Life.